# Номінальна вартість
Номінал, номінальна вартість (англ. Par-Value) — номінальна або вільна вартість акції чи грошового знаку, яка встановлюється на момент первинного випуску (розміщення) акцій і обчислюється як результат ділення загальної грошової вартості частини статутного капіталу, що розміщується на кількість акцій при розміщенні.
Після того, як акції опиняються у вільному обігу (free float), номінал акцій втрачає свою функцію як міра вартості акції. Натомість використовується ринкова вартість. Номінал тим не менш, вживається при обчисленні дивідендів, часток у капіталі тощо.
Розрахунок дивідендів здійснюється за формулою
Д = Пп — (П + В + Рк + Іф), де Д — дивіденди, грн.,
Пп — прибуток підприємства, П — податки, В — витрати на утримання акціонерного товариства, Рк — Резервний капітал (не менше 25 % Статутного капіталу АТ, щорічні відрахування від чистого прибутку, не менше 5 %), Іф — Інвестиційний фонд на розвиток і розширення виробництва.
Дивідендна ставка (Де), %:
Де = ПД/Ск х 100,
де Пні = Пд — податок на всю масу дивідендів, Ск, — Статутний капітал.
Дивіденд акціонера (Да), грн.:
Да = Анв х Де х Ка, де АНВ — номінальна вартість акції, грн.,
Ка — кількість акцій, що належать акціонерові, шт.
Вартість акції після сплати дивідендів (Ад): Ад = Дс/П% х Анв, де П% — позиковий процент (середній, що приймається біржами на день оцінки вартості акцій).
Розрахунок дивідендної ставки здійснюється за формулою
Де = (МДІ — Мдпа)/(Сфк — Ав), де МдІ — маса дивідендів без податку, Скк — Статутний капітал на кінець фінансового року, за який сплачуються дивіденди, АВ — вартість акцій, викуплених АТ і не розміщених серед акціонерів.
Дивіденд конкретному акціонерові, нарахований за звітний період (Д), грн.
Д = Анв X Де X Кд X Та/ІООд, де Та — термін володіння однію акцією протягом звітного періоду, дні;
Кд — кількість днів у звітному періоді: у кварталі д = 90, у році д = 365.
Нараховану суму дивідендів підприємства відображають проводкою: Дебет рахунку № 44 «Нерозподілені прибутки (непокриті збитки)», субрах. № 443 «Прибуток, використаний у звітному періоді»
Кредит рахунку № 67 «Розрахунки з учасниками».